# Mark Hafnar
Mark Hafnar (11. travnja 2002.), slovenski skijaš skakač. Član je SK Triglav Kranj.
U slovenskom nacionalnom sastavu je od 2016. godine. U međunarodnim natjecanjima po prvi se put natjecao 7. ožujka 2017. u Hinterzartenu u Alpskom kupu, gdje je došao do 25. mjesta. Otad je redovnik natjecatelj u Alpskom kupu i do veljače 2020. je dvaput pobijedio, oba u Oberstdorfu 10. i 11. siječnja 2020. godine. U FIS kupu je debitirao na Planici 20. i 21. siječnja 2018. godine. U Kontinentalnom kupu se natječe od 16. kolovoza 2019. godine. 16. i 17. kolovoza 2019. u češkom Frenštátu pod Radhoštěm bio je 29. i 13. u poretku. Ljeta sezone 2019./2020. bio je 88. s 22 osvojena boda. Na OI mladih u Lausannei 2020. osvojio je srebro u pojedinačnoj konkurenciji. Na svjetskom juniorskom prvenstvu 2020. u Oberwiesenthalu osvojio je zlato u pojedinačnoj konkurenciji. U mješovitoj i u momčadskoj konkurenciji osvojio je sa Slovenijom bronce.

## Vanjske poveznice
- Marh Hafnar na stranicama Međunarodne skijaške federacije
- Berkutschi.com